# Echte koesoes
De echte koesoes (Trichosurus) vormen een geslacht van klimbuideldieren uit de familie der koeskoezen dat voorkomt in Australië. Dit geslacht is het nauwst verwant aan de schubstaartkoesoe (Wyulda squamicaudata), waarmee het de onderfamilie der koesoes (Trichosurinae) vormt. Dit geslacht bestaat uit grote, voornamelijk in bomen levende dieren.
Dit geslacht omvat de volgende soorten:
- Trichosurus caninus – Hondkoesoe
- Trichosurus cunninghami
- Trichosurus hamiltonensis (fossiel)
- Trichosurus johnstonii – Queenslandvoskoesoe
- Trichosurus vulpecula – Voskoesoe